# Geji

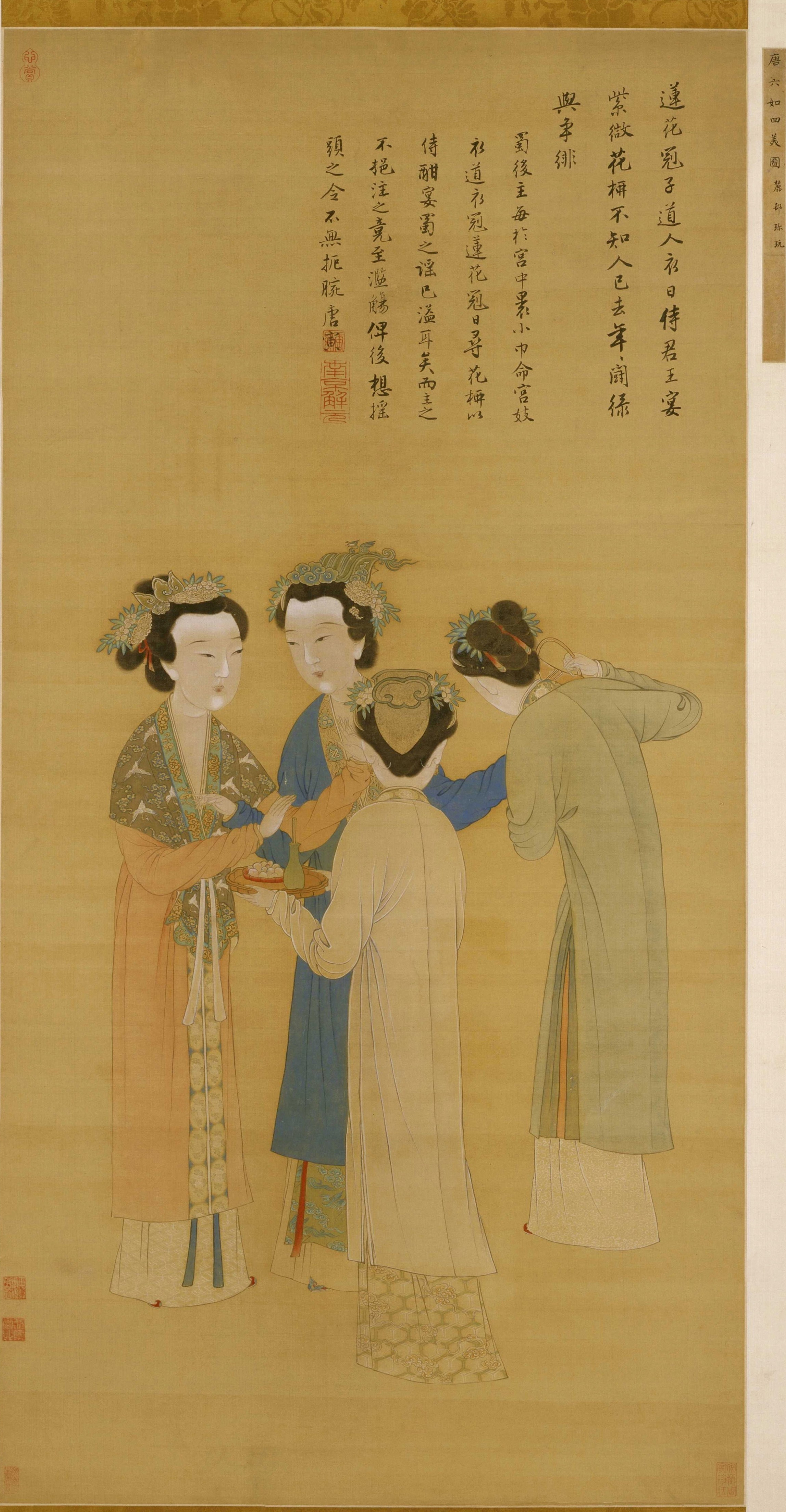
Cortesanes Gējìs de l'antic Shu, de Tang Yin (1470-1524)

Les Gejis (xinès: 歌妓、歌伎、歌姬 ) eren artistes i cortesanes xineses formades en el cant i la dansa a l'antiga Xina.
Durant el període dels Regnes Combatents, es creu que una figura llegendària anomenada Han'e és el primer exemple de geji. Enregistrada en el manuscrit taoista Liezi, es diu que Han'e va viatjar i es va guanyar la vida cantant. Un llenguatge popular utilitzat per lloar el cant en xinès es deriva de la llegenda de Han'e. Com altres artistes de l'antiga Xina, la geji tenia una posició social baixa. Algunes gejis van contribuir al desenvolupament de la dansa, la poesia, la pintura i altres arts i literatura al llarg de la història de la Xina. Durant la dinastia Song i la Tang, la geji interpretava poemes com a cançons, cosa que va ajudar a la difusió dels antics poemes xinesos.
Les gejis eren sol·licitades principalment pels seus talents artístics en el cant, la dansa i les arts literàries ; de vegades també oferien serveis sexuals als seus clients. A l'antiga Xina, la música i l'actuació sexual estaven entrellaçades; en conseqüència, sovint, més que la música, era la poesia de les cortesanes geji el que es presentava com un exemple del seu alt nivell cultural. Durant la dinastia Ming, els talents de les cortesanes com les gejis van ser àmpliament cultivats per distingir-les més de les prostitutes comunes. Aquest desenvolupament va coincidir amb un augment general de la riquesa durant la dinastia Ming que va permetre que fins i tot els homes de baixa posició social es comprometessin amb prostitutes comunes, fet que va impulsar homes d'estatus alt a buscar cortesanes pel seu capital cultural. Les relacions entre els literats (funcionaris lletrats de la Xina imperial) i les gejis sovint es van romantitzar molt durant la dinastia Ming tardana, i fins i tot les dones casades s'associaven obertament amb les gejis, convidant-les a festes. Se sap que el poeta Xu Yuan era conegut per mantenir la companyia de gejis famoses, com Xue Susu. Després del col·lapse de la dinastia Ming, la dinastia Qing va prohibir que les cortesanes com les geji actuessin en funcions oficials.